# تك بلاغ أرشق
تك بلاغ أرشق هي قرية في مقاطعة مشكين شهر، إيران. عدد سكان هذه القرية هو 60 في سنة 2006.